# Duplachionaspis rotundata
Duplachionaspis rotundata är en insektsart som beskrevs av Chen 1983. Duplachionaspis rotundata ingår i släktet Duplachionaspis och familjen pansarsköldlöss. Inga underarter finns listade i Catalogue of Life.